# Историја Летоније
Оригинално позната као Ливонија, област данашње Летоније је била под утицајем немачког Ливонијског братства мача (Schwertbrüder) од 13. века па до 16. века када су институт Ливоније укинуле локалне аристократе, и продале га Пољској. Током неколико ратова, различите регионе Летоније су окупирале Пољска, Шведска и Русија. Међутим, у 18. веку, током Великог северног рата и касније, након подела Пољске, Русија је преузела контролу над Летонијом и околним областима.
Како је Русија разорена у револуцији и Првом светском рату, Летонија је прогласила независност 18. новембра, 1918. Након проглашавања независности, још две године су трајале борбе са немачким милитантима, комунистима и авантуристима попут Павела Бермонта-Авалова. Ове две године се називају Борвом за независност. Током Руског грађанског рата (1917—1922), Летонци су се борили на обе стране, и значајна група њих је подржавала бољшевике (познати као летонски црвени стрелци).
Током 1920-их, и раних 1930-их, Летонија је уживала изабрану, републиканску владу. Њен устав је усвојен 15. фебруара, 1922. Устав је проглашавао сувереност самог народа, омогућавајући пропорционални избор представника свих Летонаца преко 21 године старости. Као што је то случај се већином демократских друштава, и у Летонији је владао вишепартијски систем, са између 22 и 28 партија које су имале барем по један мандат у парламенту (Саеима). Владу су обично формирале коалиције партија, које су заједно имале довољно велики проценат подршке.
Унутрашње организационе сложености Саеиме и летонске власти у целини су све више водиле до тешкоћа у организовању и функционисању власти. Уставна реформа је била велика тема током двадесетих година, и поново током тридесетих, али без опипљивих резултата. У међувремену, власт је наставила да губи снагу. 2. марта, 1934, влада Адолфса Блодниекса је пала, а нову владајућу коалицију није било могуће саставити. Иза кулиса, премијер Карлис Улманис (Kārlis Ulmanis), је организовао бескрвни пуч у ноћи између 15. и 16. маја 1934. Пуч је широко поздрављен са захвалношћу што се повратило јединство. Председник Албертс Квиесис (Alberts Kviesis) -- мада други извори наводе да се он лично није слагао—је објавио да је због свеопштег прихватања пуча, он имао снагу плебисцита, и дао је новој влади своје одобрење. Улманис је преузео дужност председника када је истекао Квиесисов мандат. Међутим, ситуација у Европи је наставила да се погоршава по Летонију, а притисак Совјетског Савеза је наставио да расте. Потписивање Споразума Рибентроп-Молотов, 23. августа 1939, је запечатило судбину Летоније. Мање од два месеца касније, све три балтичке државе су биле приморане да прихвате пакт о „узајамној помоћи“. Црвена армија је убрзо извршила инвазију на Финску, која је добила овај споразум. Улманис је био приморан да прихвати марионетски кабинет. Улманисова влада је у задњем тренутку покушала да апелује на Стаљина да очува летонски суверенитет . Овај покушај није успео, јер је судбина Летоније већ била одлучена. Одржани су лажирани избори (14—15. јула, 1940). Успостављена је марионетска влада под Аугустсом Кирхенштајнсом (Augusts Kirhenšteins), а Улманис је депортован у Совјетски Савез. Убрзо затим летонски парламент је тражио пријем у Совјетски Савез. Летонија је 5. августа 1940. примљена као нова чланица Совјетскога Савеза.
Наредни месеци ће у Летонији постати познати као година ужаса (Baigais Gads). Масовна хапшења, нестанци и депортације су се одиграле у ноћи 14. јуна 1941. (укупно 15.424 особа или приближно 0,8 процената укупног становништва, по најновијим подацима). Овај дан се у Летонији обележава као "Tautas sēru diena" (национални дан жалости). Совјети су регрутовали трупе из летоније 1941, а након што је Црвену армију избацио нацистички Вермахт, Немци су међу преживелима нашли вољне регруте. Прво је успстављена „патрола реда“ састављена од Летонаца, а затим су настале јединице „граничне гарде“. Како не би кршили „законе о чистоти“ војника немачког Вермахта, бригаде летонских бораца су организоване у 15. и 19. Вафен гренадир легије „специјалних јединица“ Вафен-СС. Уследило је истребљење Јевреја, убијено их је око 85.000, а убијале су их не само немачке јединице, него добрим делом и летонски домаћи фашисти.
Док је била под немачком окупацијом, Летонија је била у саставу Рајхскомесаријата Остланд. Након пораза нациста, Летонија се вратила под совјетску администрацију као Летонска ССР. Летонија је прогласила независност 21. августа, 1991. 2004, Летонија је ступила у НАТО и у Европску унију.

## Праисторија
На подручју данашње Латвије обитавала су од 4000. - 2000. п. н. е. угро-финска племена.
Балтички Латвијци јављају се на југу у 2. миленијуму п. н. е.
Славна „цеста од Викинга до Грка”, која се спомиње у античким текстовима као извор јантара, простирала се од Скандинавије преко Латвије до реке Двине и древне руске територије све до Византијског царства.
Око 10. века Балтичка племена су се организовала у четири индивидуалне групе: Курши (Kuren), Латгали (Latgallian), Сели (Selonian), Земгалци (Semigallian) (летонски: kurši, latgaļi, sēļi, zemgaļi). Латгали су били најбројније и најнапредније племе. Док су Курши због своје нападачке политике прозвани „балтичким викинзима”, Земгалци и Сели су били изразито мирољубиви.

## Ливонија
У 12. веку формиране су балто-летонске државе Талава и Јерсика, а поткрај истог века започиње и продор данских и немачких феудалаца.
У средњем веку Летонија се називала Ливонија (по племену Лива које је живело у приобаљу и прво дошло у контакт са немачким трговцима). Управо су ти трговци ширили хришћанство у Летонији, мада је дошло до страшног отпора локалног становништва (посебно обреду крштења). По дозволи папе, у првој половини 13. века земљом је владао крсташки немачки витешки ред (Ливонијско братство мача), који се заједно с Ришком надбискупијом и градом Ригом (основали су га Немци 1201. године) сјединио у Ливонску конфедерацију. Од 1282. године Рига се (а касније и градови Цесис, Лимбажи, Кокнесе и Валмијера) придружила трговачком удружењу немачких градова, Ханзеатска лига (Ханза). Рига је тако постала важно трговачко средиште на западној обали Балтичког мора које је одржавало блиске контакте са Западном Европом.
Ливонска конфедерација (која се састојала од Летоније и Естоније) се одржала до Ливонског рата (1559–1583), након чега је мањи део Летоније припао Данцима и Швеђанима, а већи део (1561) пољско-литванској држави.

### Ливонијско војводство (1561—1621)
За време Ливонског рата 1561. године, Ливонија је постала вазално војводство литавском надводвојству Осам година касније, 1569. године, када су надводвојство Литванија и краљевина Пољска склопиле Пољско-Литвански савез, Ливонија је постала чланица. Ерик XIV Шведски је већ ратовао због експанзионизма Пољске у Седмогодишњем рату (1563) против слободног града Либека, Данске и Пољске. Након што су све стране биле финансијски исцрпљене потписан је мир у Стетину 15. децембра 1570. године.

### Ливонијско краљевство (1570—1578)
Војска Ивана Грозног је била успешна у освајању запада; заузела је Полоцк (1563) и Парну (1575) и похарала Литванијско надвојводство све до Вилниуса. На крају је Иван Грозни освојио целу Ливонијску територију осим Риге и Ревела. Након бројних пораза од Руса, 1578. године, ливонијски краљ Магнус је признао власт Пољске и повукао се у Курландијску бискупију одричући се целе Ливоније.

### Ливонија у Пољско-литванском савезу (1578—1700)
Пољски краљ Стефан Баторy је, уз потпору Османског царства (1576), одговорио на руске нападе са три контранапада на Москву, у покушају да трајно одвоји Ливонско краљевство од московских територија. У првом нападају 1579. године с 22.000 војника освојио је Полотск, у другом 1580. године са 29.000 војника освојио је Велику Луку, а 1581. године с 100.000 војника започео је опсаду Пскова. 
С друге стране, Фредерик II Дански је безуспешно ратовао против Шведске и Пољске (1577–1582), те је потписао споразум са шведским краљем Јуаном III 1580. године дарујући му наслове у Ливонији. Москва је признала Пољско-Литванску власт над Ливонијским војводством 1582. године. Након смрти Магнуса од Холштајна (1583), Пољска је извршила инвазију на његово војводство Курландију, а Фридрик II је одлучио да се одрекне права на наследство тог војводства и да га прода Пољацима. Осим острва Сареме, Данска је напустила источну обалу Балтика до 1585. године.
Од 1598. Ливонија је била подељена на: 
- Војводство Венден (województwo wendeńskie, Цесис)
- Војводство Dorpat (województwo dorpackie, Дорпат)
- Војводство Парну (województwo parnawskie, Парну)

У 17. веку, Војводство Курландија и Семигалија, које је некад било део Ливоније, остварило је огроман економски напредак. Чак је установило две колоније, једну на речном острву на реци Гамбији, а другу на острву Тобаго у Карипском мору). И данас на тим острвима постоје имена места из тог времена.
Након Пољско-шведског рата (1600–1629) Рига је доспела под шведску власт 1621. године и ускоро је постала највећи и најразвијенији шведски град. У то доба Видземе се сматрала „Шведском житницом”, јер је опскрбљавала целу Шведску житом. Остатак Летоније је остао у пољским рукама до друге поделе Пољске 1793. године када је припала Русији.
Културално уједињење и помирење Летонаца се такође одвило у 17. веку с појавом летонских народа који су говорили заједничким летонским језиком (летонски: latviešu valoda)

## Између Шведске и Русије
Миром у Оливи (1660) Пољска је већи део државе препустила Шведској (осим јужне Летоније). Велики северни рат (1700–1721) између Шведске и Русије вођен је управо због територија данашње Летоније и контроле славног и богатог града Риге. Године 1710, руски цар Петар Велики је успео да освојити покрајину Видземе преко које је до Риге одржавао чист пут према Балтику, а тиме и Европи. Миром у Ништаду Шведска је своје подручје Летоније препустила Русији која тада под своју власт ставља целу Летонију.
Године 1817,-1819. укинуто је кметство у Летонији, а 1849. године је уведен закон којим је омогућено стварање сељачких имања. Реформе су касниле у Латгалији где је кметство укинуто тек 1861. године. Индустрија се такође брзо развијала и број становника је растао. Летонија је постала најразвијенија руска покрајина.
У 19. веку летонски интелектуалци су покренули Летонски народни препород, покрет који је наликовао на многе друге националистичке покрете у Европи. Од 1850-их до 1880-их овај покрет су водили „Младолетонци” (летонски: jaunlatvieši). Иако изворно само књижевни и културни покрет, ускоро је добио значајну политичку важност, посебно кад су се Младолетонци сукобили са Балтичким Немцима.
Са растом градова и њиховом индустријализацијом, крајем 1880-их настао је и левичарски покрет „Нова Струја” који су водили Рајнис и Петерис Стручка, уредници новина Dienas Lapa. На овај покрет је снажно утицао марксизам, што је довело до оснивања Летонске социјалдемократске радничке странке.
Незадовољни Летонци су активно учествовали у неуспелој Руској револуцији 1905. године.